# Dublin Core
Il Dublin Core (dal nome della città americana nello Ohio) è un sistema di metadati costituito da un nucleo di elementi essenziali ai fini della descrizione di qualsiasi materiale digitale (video, immagini, pagine Web, ecc.), nonché risorse fisiche, come libri o CD, e oggetti come opere d'arte, via rete informatica.

## Storia
Il progetto del Dublin Core (nome completo: Dublin Core Metadata Initiative, in acronimo DCMI) si è sviluppato in ambito OCLC (On line Computer Library Center), la grande rete di servizi americana per le biblioteche. Nel marzo 1995 si è tenuta una conferenza nella città americana di Dublin (Ohio), alla quale i partecipanti – bibliotecari, archivisti, editori, ricercatori e sviluppatori di software, oltre ad alcuni membri dai gruppi di lavoro dell'IETF (Internet Engineering Task Force) – hanno convenuto sulla necessità di creare un insieme di strumenti condivisi per l'accesso alle risorse digitali.

Lo scopo era quello di stabilire un insieme base di elementi descrittivi che potessero essere forniti dall'autore o dall'editore dell'oggetto digitale, ed inclusi in esso, o da esso referenziati. Il consorzio di utenti che si è costituito ha incominciato così a sviluppare un'architettura per i metadata che venisse incontro alle necessità dei venditori e dei produttori di informazioni.

## Elementi costitutivi
Il nucleo, proposto nel dicembre 1996, era costituito da quindici elementi di base e si è poi esteso anche a sottoelementi o qualificatori, pur mantenendo, nonostante gli sviluppi, una struttura stabile.
La traduzione italiana di riferimento della versione 1.1 del “Dublin Core Metadata Element Set” è curata dall'ICCU (Istituto Centrale per il Catalogo Unico delle Biblioteche Italiane e per le Informazioni Bibliografiche).
- Titolo (Title)

Nome dato alla risorsa. In particolare, un Titolo sarà un termine con il quale la risorsa è formalmente conosciuta.
- Autore (Creator)

Entità che ha la responsabilità principale della produzione del contenuto della risorsa. Esempi di Autore possono essere una persona, un'organizzazione o un servizio responsabili del contenuto intellettuale della risorsa.
- Soggetto (Subject)

Argomento principale della risorsa. In particolare un Soggetto può essere espresso da parole o frasi chiave, o da codici di classificazione che descrivono l'argomento della risorsa. Solitamente questi termini vengono scelti tra i valori di un vocabolario controllato o di uno schema di classificazione formale.
- Descrizione (Description)

Spiegazione del contenuto della risorsa. Testo descrittivo libero che può includere un riassunto analitico, un indice, o una rappresentazione grafica del contenuto.
- Editore (Publisher)

Entità responsabile della pubblicazione della risorsa. Esempi di Editore possono essere una persona, un'organizzazione o un servizio che si occupa di rendere disponibile la risorsa nella sua forma attuale.
- Autore di contributo subordinato (Contributor)

Entità responsabile della produzione di un contributo al contenuto della risorsa. Esempi di Autore secondario includono una persona, un'organizzazione o un servizio che contribuiscono alla produzione della risorsa.
- Data (Date)

Data associata ad un evento del ciclo di vita della risorsa. Normalmente la data è associata al momento di creazione o di disponibilità della risorsa e viene indicata attraverso una stringa di 8 caratteri nella forma YYYY-MM-DD, come definita nel profilo dello standard ISO 8601. In questo schema l'elemento data 1994-11-05 corrisponde al 5 novembre 1994.
- Tipo (Type)

Natura o genere del contenuto della risorsa. L'elemento "Tipo" include termini che descrivono categorie generali, funzioni, generi, o livelli di aggregazione per contenuto presi generalmente da un vocabolario controllato.
- Formato (Format)

Manifestazione fisica o digitale della risorsa. Normalmente l'elemento "Formato" può includere il tipo di supporto o le dimensioni, ossia grandezza e durata, della risorsa. Format può essere usato per determinare il software o l'hardware necessari alla visualizzazione o all'elaborazione della risorsa.
- Identificatore (Identifier)

Riferimento univoco alla risorsa nell'ambito di un dato contesto. Solitamente le risorse vengono identificate per mezzo di una sequenza di caratteri alfabetici o numerici secondo un sistema di identificazione formalmente definito. Esempi di tali sistemi di identificazione includono l'Uniform Resource Identifier (URI) (incluso l'Uniform Resource Locator [URL]), il Digital Object Identifier (DOI) e l'International Standard Book Number (ISBN).
- Fonte (Source)

Riferimento a una risorsa dalla quale è derivata la risorsa in oggetto. La risorsa in questione potrebbe derivare, in tutto o in parte, da un'altra risorsa fonte.
- Lingua (Language)

Lingua del contenuto intellettuale della risorsa. Per i valori dell'elemento Lingua si utilizza un codice di linguaggio, seguito opzionalmente da un codice di paese, entrambi su due caratteri. Ad esempio "it" per l'italiano o "en-uk" per l'inglese usato nel Regno Unito.
- Relazione (Relation)

Riferimento ad una risorsa correlata.
- Copertura (Coverage)

Estensione o scopo del contenuto della risorsa. Normalmente Copertura include la localizzazione spaziale (il nome o le coordinate geografiche di un luogo), il periodo temporale (l'indicazione di un periodo, una data o una serie di date) o una giurisdizione (ad esempio il nome di un'entità amministrativa).
- Gestione dei diritti (Rights Management)

Informazione sui diritti esercitati sulla risorsa. Normalmente un elemento "Diritti" contiene un'indicazione sulla gestione dei diritti sulla risorsa, o un riferimento al servizio che fornisce questa informazione. Questo campo comprende gli Intellectual Property Rights (IPR), il copyright, e vari diritti di proprietà. Se l'elemento Rights è assente, non si può fare alcuna ipotesi sui diritti della risorsa.

## Sviluppi
Questo nucleo di elementi, originariamente concepito per le descrizioni generate da autori di risorse web, ha visto poi focalizzare attorno a sé l'interesse di diverse comunità, tra cui musei, agenzie ed organizzazioni commerciali, stabilendo un consenso necessario per la standardizzazione a tutti i livelli. Il Dublin Core promuove infatti concetti come trasversalità e interoperabilità ai fini di favorire un approccio integrato alle informazioni, che venga incontro alle esigenze degli utenti attraverso una descrizione delle risorse che sia standardizzata ed estendibile a più settori.

Il successo del Dublin Core è dovuto alla facile comprensione dei suoi elementi, alla semantica universalmente accettata e alla facilità della sua applicazione a lingue diverse (è sufficiente tradurre il nome degli elementi). Inoltre il Dublin Core può essere esteso tramite l'uso dei Refinement Elements: i Qualifiers e gli Encoding Scheme.

## La sfida dell'interoperabilità
Il Dublin Core permette la descrizione di una grande varietà di risorse in formati diversi; ed è anche abbastanza generale da includere ogni indicazione di contenuto semantico. Data la sua semplicità il Dublin Core è correntemente molto utilizzato e praticamente tutti gli standard e i progetti fanno riferimento ad esso e ne specificano una mappatura.
Il Dublin Core è tuttavia troppo generale per la descrizione di risorse specifiche in modo adeguato; spesso i service provider sono costretti a personalizzare lo schema per soddisfare le esigenze particolari, con il risultato, certo non desiderabile, che, pur utilizzando lo stesso schema, non sono direttamente interoperabili, se non mappando i rispettivi profili applicativi. Quello che però può apparire come un limite, rappresenta in un certo senso anche un punto di forza per il Dublin Core, che non costringe l'indicizzatore ad un'eccessiva rigidità nella registrazione delle caratteristiche di una risorsa, consentendogli di creare specifiche dettagliate qualora il dato che deve essere descritto ne richieda la necessità. Il formato Dublin Core, oltre che per la sua semplicità di utilizzo, che gli consente di rivolgersi sia a non catalogatori che a specialisti, si caratterizza per l'interoperabilità semantica, che stabilisce una comune rete di dati concordati nel loro significato e valore; e per la flessibilità, che permette di integrare e sviluppare la struttura dei dati con significati semantici diversi ed appropriati al contesto di applicazione.

### Terms
La Dublin Core Metadata Initiative inoltre mantiene questa lista di terms. I 15 elementi del Dublin Core Metadata Element Set sono inclusi (in corsivo).
| - abstract - accessRights - accrualMethod - accrualPeriodicity - accrualPolicy - alternative - audience - available - bibliographicCitation - conformsTo - contributor | - coverage - created - creator - date - dateAccepted - dateCopyrighted - dateSubmitted - description - educationLevel - extent - format | - hasFormat - hasPart - hasVersion - identifier - instructionalMethod - isFormatOf - isPartOf - isReferencedBy - isReplacedBy - isRequiredBy - issued | - isVersionOf - language - license - mediator - medium - modified - provenance - publisher - references - relation - replaces | - requires - rights - rightsHolder - source - spatial - subject - tableOfContents - temporal - title - type - valid |

## Norma ISO
Sotto la guida del NISO (National Information Standards Organization), lo standard di metadata Dublin Core è stato recepito come norma ISO 15836:2003 poi revisionata in ISO 15836:2009. L'emissione della norma ISO costituisce un riconoscimento ufficiale per l'uso del set Dublin Core che, sin dalla prima conferenza di Dublin nel marzo del 1995, è stato tradotto in oltre 20 lingue ed utilizzato in tutto il mondo per integrare diverse tipologie di informazioni.